# Libre (film, 2024)
Pour les articles homonymes, voir Libre (film).
Pour plus de détails, voir Fiche technique et Distribution.
Libre est un film français réalisé par Mélanie Laurent et sorti en 2024. Il s'agit d'un film biographique sur Bruno Sulak.
Il est diffusé sur Prime Video.

## Synopsis
Surnommé le « Arsène Lupin des bijouteries », Bruno Sulak devient un braqueur célèbre et réalise de nombreux coups à la fin des années 1970. Voleur n'ayant pas recours à la violence, il entretient lui-même ce côté gentleman cambrioleur. Il va tomber amoureux de la belle Annie, tout en étant poursuivi par le commissaire Georges Moréas.

## Fiche technique
Sauf indication contraire, les informations mentionnées dans cette section peuvent être confirmées par la base de données cinématographiques IMDb,  présente dans la section « Liens externes ».
- Titre original : Libre
- Titre de travail : Sulak
- Réalisation : Mélanie Laurent
- Scénario : Christophe Deslandes et Mélanie Laurent
- Musique : Sébastien Tellier
- Photographie : Stéphane Vallée
- Montage : Audrey Simonaud
- Production : Alain Goldman
- Société de production : Pitchipoï Productions
- Société de distribution : Prime Video
- Pays de production :  France
- Langue originale : français
- Format : couleur
- Genre : drame biographique, thriller
- Durée : 110 minutes
- Date de sortie[2] : 1er novembre 2024 (sur Prime Video)

## Distribution
- Lucas Bravo : Bruno Sulak
- Léa Luce Busato : Annie Bragnier
- Yvan Attal : Georges Moréas
- Radivoje Bukvic : Steve
- Steve Tientcheu : Drago
- David Murgia : Patrick
- Slimane Dazi : Jean-Louis
- David Ayala : Belina
- Jesse Guttridge : Commis
- Léo Chalié : Marika
- Christophe Kourotchkine : le président du tribunal de Montpellier
- Gaël Kamilindi : Nathan
- Jean-Philippe Ricci : inspecteur Sud
- Axelle Simon : Nicole
- Mélanie Laurent : N/A
- Régis Fortino : un inspecteur

## Production
Le projet est révélé à l'été 2023, sous le titre Sulak. Lucas Bravo, révélé par la série Emily in Paris est alors annoncé dans le rôle de Bruno Sulak.
Le tournage débute peu après en septembre 2023 à Compiègne dans l'Oise. L'ancienne maison d'arrêt de Compiègne, qui a fermé en 2015, est notamment utilisée pour simuler la prison de Fleury-Mérogis,. En octobre 2023, les prises de vues ont lieu dans les Alpes-Maritimes, notamment au Broc ainsi qu'à Menton et Èze.

## Sortie et accueil
En septembre 2024, il est annoncé que le film sera diffusé sur Prime Video.